# Перо Симић
Перо Симић (Скочић, 2. јул 1946 — Београд, 11. октобар 2016) био је српски новинар и публициста.

## Биографија
Рођен 2. јула 1946. у селу Скочић, код Зворника. Новинарством професионално почео да се бави 1968. године у фабричком листу „Вискоза” у Лозници, у западној Србији.
Од септембра 1971. до Титовог обрачуна са српским либералима, 1973, био је председник Савеза омладине Србије. Од 1973. до 1996. био је новинар „Вечерњих новости” у Београду, најтиражнијег дневног листа у бившој Југославији. Од 1996. до 1998. помоћник главног и одговорног, а почетком новембра 1998. Управни одбор Компаније „Новости” дд изабрао га је за главног и одговорног уредника „Вечерњих новости” и генералног директора Компаније „Новости”. На овој дужности остао је до почетка марта 2000. године.
Више од три деценије у београдским, московским и другим светским архивима истражује непознате странице биографије Јосипа Броза Тита и најконтроверзније догађаје из историје бивше Југославије. Прелиминарне резултате својих архивских истраживања објављивао је у „Вечерњим новостима” и „Борби”, у бечком „Форуму” и „Вечерњој Москви”.
Објавио је 19. публицистичких и историографских књига.
После изласка из штампе његове књиге „Тито, тајна века”, односно „Тито феномен столећа” и „Тито феномен 20. века”, која штампана на свим језицима народа бивше Југославије у тиражу од 64.500 примерака, хрватски и словеначки новинари и историчари прогласили су га „најбољим познаватељем Тита у свијету” и „највећим светским титологом”. (Предговор хрватског издања књиге „Тито феномен стољећа” и округли сто у Љубљани „И после Тита Тито”, 4. мај 2010).
Ова књига објављена је и у Бугарској, Пољској, Аустрији и Немачкој.

## Политика
Од 1971. до 1973. био председник Савеза омладине СР Србије. Тих година у јавним наступима је говорио да „незадовољство омладине не треба гушити“, да се „будућност не наслеђује, већ гради“, да „за нас нема табу тема“, да је „наш задатак да критички мислимо“, да се „батином ништа не може постићи“, да „Југославија има нереалну слику о себи“, да је „национализам реална снага у друштву“. И да у Југославији „слободе не може бити без демократије“, да „затварање води у примитивизам“, да „земља не може напредовати ако је власт у рукама једног човека“.
Октобра 1972, на вишедневном Титовом разговору са руководством СР Србије, није подржао политику југословенског председника, већ политику вође српских либерала Марка Никезића.
Месец дана после овог састанка, двојици локалних омладинских функционера рекао је да „нико није безгрешан, па ни друг Тито“. Симићеви саговорници су то пријавили секретару свог Општинског комитета СК, секретар комитета новом руководству СК Србије. Фебруара 1972. Секретаријат ЦК СК Србије формирао је поводом ове изјаве партијску комисију која је месец дана касније приморала Симића да поднесе оставку на све политичке функције.
У пролеће 1976. под оптужбом да „подрива наш систем и јединство државног и политичког руководства СР Србије и Југославије“ без писаног решења привођен је на вишедневни информативни разговор у централу Службе државне безбедности у Кнеза Милоша 30, у Београду.

## Новинарство
После смене с функције председника Савеза омладине Србије, у Вечерњим новостима је, због политичке неподобности, од маја 1973. до краја 1979. радио на редакторским пословима и писао краће новинске текстове о заштити животне средине, који су углавном потписивани иницијалима.
Крајем 1979. Уредништво листа дало му је прилику да извештава са традиционалног сусрета економиста Југославије из Опатије. У извештајима са овог скупа објавио је да се Југославија налази у „највећој платно-билансној кризи“ у својој историји, да је учешће Југославије у светском извозу „у последњих осам година са 0,54 спало на 0,45%“, да ће „платни дефицит земље 1979. износити рекордне три милијарде долара“, а да југословенски извоз „покрива само 47% увоза“.
Због ових текстова му је, по налогу једног члана Савезног извршног већа, забрањено да пише о економским и политичким темама и поново је враћен на редакторске послове у Редакцији.
Шест година касније, 1985, одобрено му је да поново пише економске и политичке чланке и коментаре у „Вечерњим новостима”.
Серијом текстова „Рехабилитација дужа од живота“ 1986. први је међу југословенским новинарима скренуо пажњу на заборављеног Титовог претходника на челу КПЈ Милана Горкића (Јосипа Чижинског), који је 1. новембра 1937. стрељан у Москви. После Стаљинове смрти, совјетске власти су овог сарајевског комунисту чешког порекла рехабилитовале, а КПЈ, која га марта 1939. посмртно искључила из својих редова, није то никад учинила.
Објавио је више од 300 чланака и двадесетак фељтона о контроверзним страницама из Титове биографије и новије историје Србије и Југославије.
С функције главног и одговорног уредника „Вечерњих новости“ и генералног директора Компаније „Новости“ ад, коју је обављао 16 месеци, смењен је одлуком Савезне владе Савезне Републике Југославије, која је 2. марта 2000. године, акционарско друштво „Новости“, на неуставан и незаконити начин, претворила у јавно државно предузеће. После његове смене промењена је уређивачка политика „Вечерњих новости“, а на чело листа постављен је високи функционер Социјалистичке партије Србије.
На принудном боловању провео је пола године, а од краја октобра 2000. до 1. јануара 2008. радио је као новинар-сарадник „Вечерњих новости”.

## Смрт
Преминуо је 11. октобра 2016. године. Сахрањен је 13. октобра 2016. на Земунском гробљу.

## Публицистика
Књиге
- Неизвесна прошлост, Истраживачко-издавачки центар ССО Србије, Београд, 1986, pp. 266.
- Ланци догме, Универзитетска ријеч, Никшић, 1988, pp. 128.
- Када Тито, Како Тито, Зашто Тито, Акваријус, Београд, pp. 1989, pp. 302.
- Тито, агент Коминтерне, АБЦ –продукт, Београд, 1990, pp. 256.
- Опроштај без милости, коаутор Јован Кесар, Акваријус, Београд 1990, pp. 312.
- У крвавом кругу – Тито и распад Југославије, Филип Вишњић, Београд, 1993, pp. 216.
- Слом Титовог царства, Никола Пашић, Београд, 1999, pp. 168.
- Оде вожд, Инфохоме, Београд, 2001, pp. 140.
- Ватре и потоп – у вртлогу породичног срболенда, коаутор Дејан Лукић, Филип Вишњић, Београд, 2001, pp. 180.
- Србија земља необјашњива, Филип Вишњић, Београд, 2003, pp. 220.
- Светац и магле, Службени лист, Београд, 2005, pp. 448
- Распето Косово, Народна књига и Новости, Београд, 2006, pp. 246
- Искушења српске елите – документи о раду Српског културног клуба, Филип Вишњић, Београд, 2006, pp. 304.
- Тито, тајна века, Службени гласник и Новости, Београд, 2009, pp. 360. (друго издање, 2009, pp. 390, треће издање, 2011, pp. 421, четврто издање, 2012, pp. 481.)
- Титов дневник, Новости, Београд, 2009, pp. 192.
- Тито, строго повјерљиво – архивски документи, коаутор Звонимир Деспот, Вечерњи, Загреб, 2010, pp. 592. (српско издање, Службени гласник, Београд, 2010, pp. 627.)
- Време једне младости, коаутори Ђоко Стојичић и Мирослав Марковић, Службени гласник, Београд, 2010, pp. 533.
- Дража – смрт дужа од живота, Службени гласник, Београд, 2012, стр.283.
- Дража Михаиловић – на крсту судбине, Лагуна, Београд, 2013, pp. 620.
- Тито и Срби, Лагуна, Београд, 2016.

Радови, чланци, фељтони
- Југословени на конгресима Коминтерне, фељтон, „Вечерње новости”, 17. септембар – 6. октобар 1985.
- Поверљиви обавештајац 003 на челу Уједињених нација, коаутори Јован Кесар и Мирослав Зарић, „Дуга”, Београд, 31. мај 1986.
- Рехабилитација дужа од живота, „Вечерње новости”, 1. и 2. новембар 1986.
- Сви Титови јубилеји, фељтон, „Вечерње новости”, 21. септембар – 8. октобар 1987.
- Историја на доради, серија текстова о „ауторизацији” радова у Титовим сабраним делима, „Вечерње новости”, 13 – 17. јул 1988.
- Заблуде лидера СКЈ, „Вечерње новости”, 19. септембар 1988.
- Преморени експериментима, „Вечерње новости”, 13. септембар 1989.
- Документе wидерлеген Тито (Документа демантују Тита), Форвм, Беч, 20. децембар 1989.
- Политичка загадка Тито (Политичка загонетка Тито), „Вечерња Москва”, Москва, 15. и 16. фебруар 1990.
- Сарадња с агентима НКВД, серија текстова, „Вечерње новости”, 20 – 25. јул 1990.
- Кад су мртви сведочили, фељтон „Вечерње новости”, 24. септембар – 14. октобар 1990.
- Титова тајна веза, „Вечерње новости”, 19. и 20. новембар 1990.
- Између пакла и обећане земље, „Свет”, Београд, 21. јануар 1991. (потпис: З. Симић)
- Титове тајне из подземља Кремља, фељтон, „Вечерње новости”, 14 – 24. октобра 1991.
- Ко је изабрао Тита, серија текстова, „Вечерње новости”, 2 – 5. фебруар 1992.
- Ратне игре Јосипа Броза, фељтон, „Вечерње новости”, 15. – 21. јун 1992.
- Титово освајање Србије, фељтон, „Вечерње новости”, 17. децембар 1993 – 3. јануар 1994.
- Писмо нобеловцу, „Вечерње новости”, 3. јун 1999.
- Нећемо бити ничији поданици, „Вечерње новости”, 6. септембар 1999.
- Најтеже оптужбе у историји Новости, „Вечерње новости”, 13. фебруар 2000.
- Суд погазио закон, „Вечерње новости”, 1. март 2000.
- Јављамо да још постојимо, „Вечерње новости”, 2. март 2000.
- Нећу и не могу испунити оно што се од мене очекује, писмо председнику Републике Србије, 5. јул 2000. (сајт аутора)
- Оклеветани либерализам, „Данас”, Београд, 9. и 10. мај 2006.
- Сима Марковић и Јосип Броз, саопштење на научном скупу „Друштвено-политичка и научна мисао Симе Марковића, одржаном у Српској академији наука и уметности у Београду 28. марта 2012.